# Arctia disconulla
Arctia disconulla là một loài bướm đêm thuộc phân họ Arctiinae, họ Erebidae.